# Pteroglossus sanguineus
A Pteroglossus sanguineus a madarak (Aves) osztályának harkályalakúak (Piciformes) rendjébe, ezen belül a tukánfélék (Ramphastidae) családjába tartozó faj.

## Rendszerezése
A fajt John Gould angol ornitológus írta le 1854-ben.

## Előfordulása
Panama, Kolumbia és Ecuador területén honos. A természetes élőhelye szubtrópusi és trópusi síkvidéki és hegyi esőerdők, mocsári erdők és ültetvények.

## Megjelenése
Testhossza 43–48 centiméter, testtömege 190–275 gramm.